# Paramoti
Paramoti is een gemeente in de Braziliaanse deelstaat Ceará. De gemeente telt 12.130 inwoners (schatting 2009).